# Єсаї Кримеці
Єсаї Кримеці (Феодосія — XV століття, Феодосія) — вірменський вчений і календарезнавець XV століття.

## Біографія
Народився у Криму, у місті Кафа (Феодосія), де і прожив все життя. Був сином відомого серед вірмен феодосійських вельможі Аствацатура . Навчання здобув у школі при монастирі святого Антонія недалеко від Кафи, там же став ченцем ще у ранньому віці. У 1441 році написав календарну працю, що складається з досить складних космографічних таблиць, давши відповідні коментарі та пояснення. Спілкування з генуезькими купцями Феодосії допомогло Єсаї розширити кругозір вірменського календарезнавства . Володів арабською мовою, був добре знайомий з арабською космографією . У 1444 році написав твір «Календар Сонця та Місяця» (вірм. «Տումար արեգական և լուսնի»"), який дійшов до нас у трьох примірниках середини XV століття. У цій праці поряд з вірменськими термінами (назви планет, знаків зодіаку, зірок, і т. д.) Єсаї дає арабські, перські, латинські та грецькі еквіваленти. Наприкінці тексту поміщено малюнок астролябії, за допомогою якої він, ймовірно, вів свої спостереження . Крім космографії, цікавився богослов'ям, філософією та музичними інструментами. Згадується у деяких рукописах з Кафи 1430-1440-х рр., після чого біографічні дані відсутні.